# Diokles z Korintu
Diokles nebo Dioklés (starořecky Διοκλῆς – Diokles / jiný přepis: Dioklés) byl v roce 728 př. n. l. vítěz olympijských her v běhu na jedno stadium.
Diokles z Korintu zvítězil v běhu na jedno stadium na 13. olympijských hrách, v jediné disciplíně, v které se od založení her v roce 776 př. n. l. soutěžilo. Hry se o další disciplínu, běh na dvě stadia (diaulos), rozšířily na nejbližších olympijských hrách v roce 724 př. n. l. Prvním vítězem v běhu na dvě stadia se stal Hypénos z Pisy. Vzdálenost stadia se pohybovala zhruba od 175 do 200 metrů (olympijské stadium 192,27 metrů).
Podle antického autora Aristotela se Diokles stal milencem Filolaa, pocházejícího z korintské aristokratické rodiny Bakchiovců. Později společně odešli do Théb, kde žili až do smrti. Aristotelés dodává, že jejich hroby místní ukazovali i za dobu jeho života.